# Meister von 1487
Als Meister von 1487 wird ein Renaissance-Maler aus Norditalien bezeichnet. Der namentlich nicht bekannte Künstler hat um 1487 kleinformatige Bilder gemalt, die mit mythologischen Darstellungen aus der Antike wie der Argonautensage eheliche Liebe, Treue und Tugend verherrlichen. Die Beziehung zwischen Jason und Medea war ein beliebtes Motiv in solcher Malerei und Gemälde mit diesem und ähnlichen Treuethemen wurden meist von reichen Familien in Städten wie Florenz aus Anlass einer Hochzeit in Auftrag gegeben. Sie wurden dann zur Ausschmückung der Schlafgemächer des neu verheirateten Ehepaares verwendet.
Bekannte Maler wie Botticelli oder Lo Scheggia oder auch der weniger bekannte Meister der Stratonike haben solche Hochzeitsbilder gemalt. Der Meister von 1487 dagegen ist auch in der Fachwelt kaum bekannt und bearbeitet. Er zeigt Einfluss des Stils von Domenico Ghirlandaio und Lorenzo di Credi. Als seine wahre Identität wird heute oft Pietro del Donzello (1452–1509) aus Florenz angesehen.
Zu unterscheiden ist der Meister von 1487 von dem ebenfalls namentlich nicht bekannten, von der Kunstgeschichte mit Basler Meister von 1487 benannten Maler. Dessen noch vom Mittelalter geprägten Bilder sind beispielsweise in der Öffentlichen Kunstsammlung in Basel zu finden. Die eventuell verwirrenden Bezeichnungen zweier Meister mit dem Epithet 1487 verdeutlicht die Problematik, die eine Benennung von Künstlern mit einem nach Jahreszahlen geschaffenen Notnamen hervorbringen kann.